# کوکنده
کوکنده، روستایی است از توابع بخش مرکزی شهرستان جویبار در استان مازندران ایران.
بیشتر کسب و کار در این روستا مربوط به کشت برنج می‌باشد که در ظلع غربی آن میگذرد با این وجود طی چند سال گذشته شاهد رشد قابل توجه باغات مرکبات و سیاه ریشه هستیم.
این روستا به سبب وجود دو امام زاده دارای اهمیت تاریخی بسیاری می باشد،امام زاده یک تن و امام زاده چهل تن دو امام زاده این روستای زیبا می باشد که در ظلع شمالی این روستا مشرف به شالیزار های وسیع این روستا می باشد.
از دیگر زیبایی های این روستای زیبا رودخانه ای است که از میان این روستا می گذرد که به سبب پیچ و خم بسیارش بسیار زیبا و از لحاظ کشاورزی برای اهالی با صفا این بوم از اهمیت ویژه ای برخوردار است.

## جمعیت
این روستا در دهستان حسن‌رضا قرار داشته و براساس آخرین سرشماری مرکز آمار ایران که در سال ۱۳۸۵ صورت گرفته، جمعیت آن ۶۱۱نفر (۱۵۱خانوار) بوده‌است.